# Christoph Martin
Christoph Reinhard Dietrich Martin, född den 2 februari 1772 nära Göttingen, död den 13 augusti 1857 i Gotha, var en tysk rättslärd, far till Eduard Arnold Martin. 
Martin verkade vid Göttingens och från 1805 vid Heidelbergs universitet samt var 1816- 42 överappellationsrättsråd och professor i Jena. 
Han var den måhända mest framstående processrättsläraren i Tyskland under 1800-talets förra hälft och sökte bygga sin vetenskaps utbildning på grundvalen av den historiskt givna lagstiftningen. 
Hans förnämsta arbeten är Lehrbuch des teutschen gemeinen bürgerlichen Prozesses (1800; 13:e upplagan 1862) och Lehrbuch des teutschen gemeinen Criminalprozesses (1812; 5:e upplagan, utgiven och till en del författad av J.D.H. Temme, 1857).